# Petrus Fullo
Petrus Fullo (* ?; † 488) war ein bedeutender Kirchenführer der syrisch-monophysitischen Kirche. Sein Beiname „Fullo“ bedeutet „Walker“ und bezieht sich auf eine frühere Tätigkeit als Tuchwalker.
Petrus Fullo war – unterbrochen von Zeiten der Verbannung wegen seiner Gegnerschaft zum Konzil von Chalcedon – in den Jahren 471, 476–477 und 485 bis 488 Patriarch der syrischen Metropole Antiochien. In seiner Metropolie führte er einige liturgische Neuerungen ein. Die Regel, dass in der Messe das Glaubensbekenntnis gebetet werden soll, setzte sich auch in der Gesamtkirche durch.
Es wird diskutiert, ob er der eigentliche Autor der unter dem Namen Pseudo-Dionysius Areopagita überlieferten Schriften ist. Unabhängig davon sind die von ihm eingeführten liturgischen Neuerungen entscheidend für die Datierung des dionysischen Werkes.